# 3plet
3plet (триплет) — сервис дистрибуции музыкальных альбомов. Распространяет музыку как комбинацию аудиозаписи, визуальной части (слайд-шоу) и текстовой части. Все три компонента собираются в отдельное приложение (один альбом = одно приложение) и распространяются посредством магазинов приложений, таких как App Store и Google Play. К каждому треку прилагается авторское слайд-шоу из изображений иллюстрирующих музыку, текст песни и авторский комментарий. Все элементы альбома можно комментировать, «лайкать». Тексты и картинки можно из приложения публиковать в социальные сети. Также триплет-альбом содержит биографию, дискографию артиста, видео, информацию о музыкантах, ссылки на другие ресурсы артиста и трансляцию постов из его соцсетей.

## История
Разработке стандарта 3plet предшествовали появление публикаций альбома группы EXIT Project на сервисе PlayCast (2007) для WEB и выпуск нескольких альбомов в виде отдельного приложения под брендом AppBum (2010) для iOS, в основе которых также лежала идея художественного совмещения музыкального материала с графикой и текстами. В 2012 году компания 3Plet Publishing разработала платформу для производства альбомов для мобильных устройств в новом формате, получившем название 3plet.

3plet — это новый формат издания, дополненный связями с соцсетями и различными бонусами. Основная идея проекта: музыкальный альбом — это не папочка с файликами. Это три равнозначных части: музыка, графика и тексты. Не тексты песен, а именно истории, байки, рассказы об этой музыке. По моей гипотезе, если три этих элемента сделаны качественно и на одном уровне, они дают новое художественное качество, большее, чем все элементы по отдельности.
— Валерий Мифодовский
Релиз музыкального альбома обходится исполнителю в 350$. В случае коммерческого распространения альбома через магазины интернет-приложений, разработчики делят доход от продаж с артистом.
На 2019 год в формате 3plet выпущено более 120 альбомов артистов из 10 стран, включая как уникальные релизы, так и цифровые переиздания более ранних.
Среди коллективов и исполнителей, сотрудничающих с 3plet: БГ, Инна Желанная, Иван Дорн, Мумий Тролль, Louna, Noize MC, Рада и Терновник, EXIT Project, Олег Газманов, Гуцериев и другие.

## Награды, номинации и достижения
1. 3plet is finalist in Social & Entertainment App category, SOCIAL AND ENTERTAINMENT category, CONTENT SERVICE INNOVATION — BUSINESS MODEL categories.
Meffys 2013 Awards (Nov 14, San Francisco, www.meffys.com)
2. Mobile VAS Conference '13 — winner
3. DEMO Europe '13 — Product Launch
4. WebSummit '13 — Alfa Pitch
5. MIDEM Lab '14 — Finalist
6. Tech.eu — 15 European Music Startups 14
7. Creative Business Cup Russia '14 — Winner
8. Masters of Marketing '14 — Winner
9. Web Ready 14 — Winner
10 GenerationS 14 — Finalist
11. Startup year 2014 — Finalist
12. Fabernovel Accselerator Program 2014
13. SAPA 2015 (Strategy and Positioning Award) — Winner
14. Премия ZAZЕРКАЛЬЕ 2016 — Winner
15. Телекомидея 2016 — Winner
16. Creative Business Cup '14 — Finalist